# Mikel Beroiz Pérez
Mikel Beroiz Pérez, conegut com a Beroiz, (Uharte, Navarra, 4 de juny de 1989) és un jugador professional de pilota basca a mà, en la posició de defensa, en nòmina de l'empresa Asegarce tot i que va debutar com a professional en l'empresa Aspe Pilota. Va debutar el 14 d'octubre de 2008 al frontó Toki-Alai, al seu poble natal (Uharte). L'últim any com a amateur (2008), va aconseguir el títol sub-22 en el GRAVN, en el campionat d'Espanya i en el d'Europa de clubs. Com a professional en el seu primer any va aconseguir el títol en el manomanista de 2a en 2009, títol que no va poder revalidar al perdre en la final de 2010 contra Aritz Lasa.

## Palmarés
- Campió del Campionat Manomanista de 2a: 2009
- Subcampió del Campionat Manomanista de 2a: 2010
- Subcampió del Campionat Manomanista de pilota basca per parelles: 2011
- Campió del I Torneig Nitro Ciutat de Barcelona juntament amb Olaizola II[1]